# Металург (Бекабад)
Професіональний футбольний клуб «Металург» або просто «Металург» (узб. «Metallurg» futbol klubi) — професійний узбецький футбольний клуб з міста Бекабад Ташкентської області.
Головний спонсор клубу — ВАТ «Узбецький металургійний комбінат».

## Попередні назви
- 1945—1968: ФК «Бекабад»
- 1969—1991: «Цементчі» (Бекабад)
- 1992—1997: «Маданчі» (Бекабад)
- 1998—…: «Металург» (Бекабад)

## Історія
Футбольний клуб «Бекабад» було засновано в 1945 році в місті Бекабад.
У 1968 році клуб дебютував в класі В Другої ліги (зона Центральна Азія) Чемпіонату СРСР, але в наступному сезоні посів останнє 24-те місце і припинив виступи у професійних змаганнях. У 1969 році клуб змінив свою назву на «Цементчі» (Бекабад).
Протягом багатьох років кістяк клубу складали вихованці місцевого футболу.
Починаючи з 1992 року, команда «Металург» — щорічний учасник всіх Чемпіонатів та Кубків Узбекистану.
У 1997 році команда «Металург» зайняла в Першій лізі Узбекистану II місце і вперше завоювала право в сезоні 1998 роки виступати в Чемпіонаті Республіки Узбекистан серед команд майстрів Вищої Ліги. У 1998 році — учасниця Вищої ліги Узбекистану.

## Досягнення
- Чемпіонат Узбекистану
  - 5-те місце (1): 2002

- Перша ліга Узбекистану
  -  Срібний призер (1): 1997

- Кубок Узбекистану:
  - 1/4 фіналу (3): 2006, 2012, 2015

## Статистика виступів у національних чемпіонатах
| Рік  | Див. | Міс. | Кубок | Найкращий бомбардир (Ліги) |
| 1992 | 1-ша | 8    | Р32   |                            |
| 1993 | 1-ша | 11   | Р32   |                            |
| 1994 | 1-ша | 7    | Р16   | Равшан Шукуров – 18        |
| 1995 | 1-ша | 11   | ПР    |                            |
| 1996 | 1-ша | 9    | ПР    |                            |
| 1997 | 1-ша | 2    | ПР    |                            |
| 1998 | УзЧ  | 13   | Р32   |                            |
| 1999 | УзЧ  | 8    |       |                            |
| 2000 | УзЧ  | 13   | Р32   |                            |
| 2001 | УзЧ  | 14   | Р16   |                            |
| 2002 | УзЧ  | 5    | Р16   | Володимир Гаврилов – 8     |
| 2003 | УзЧ  | 13   | Р16   |                            |
| 2004 | УзЧ  | 9    | Р32   | Хікмат Хошимов – 6         |

| Рік  | Див. | Міс. | Кубок | Найкращий бомбардир (Ліги)                  |
| 2005 | УзЧ  | 11   | PR    | Іслом Чориєв Мухтар Курбанов – 7            |
| 2006 | УзЧ  | 14   | 1/4   | Бахром Умаров – 11                          |
| 2007 | УзЧ  | 15   | Р16   | Бахром Умаров – 6                           |
| 2008 | УзЧ  | 7    | Р16   | Умід Тожимов Загід Абдуллаєв – 5            |
| 2009 | УзЧ  | 12   | Р16   |                                             |
| 2010 | УзЧ  | 6    | Р16   | Загід Абдуллаєв – 7                         |
| 2011 | УзЧ  | 8    | Р16   | Ільяс Курбанов – 8                          |
| 2012 | УзЧ  | 10   | 1/4   | Загід Абдуллаєв – 9                         |
| 2013 | УзЧ  | 6    | Р32   | Шахзодбек Нурматов – 9                      |
| 2014 | УзЧ  | 9    | Р16   | Сунатілла Мамадалієв Шахзодбек Нурматов – 8 |
| 2015 | УзЧ  | 9    | 1/4   | Шахзодбек Нурматов – 10                     |

## Відомі гравці
- Олег Бєляков
- Гельдимурат Гараханов